# Гусенгаджиев, Мухтар Магомедшарипович
Мухта́р Магомедшари́пович Гусенгаджи́ев (род. 20 мая 1964 года, Избербаш, Дагестанская АССР, СССР) — актёр цирка, кино и телевидения. По национальности даргинец.
Родился 20 мая 1964 года в городе Избербаш Дагестанской АССР.

## Образование
- 1989 г. Цирковая студия «Измайлово»;
- 1990—1991 гг. Даргинская Театральная студия;
- 1999—2000 гг. Римская Театральная студия «Raffaello Sanzio».

## Деятельность
- 1989 г. Работа в государственном цирковом коллективе «Цирк на сцене» при «Союзгосцирке»;
- 1990 г. Работа в коллективе «Артист»;
- 1991 г. Работа в шоу-театре «Олимпия» в Москве;
- 1991 г. Работа в Московском коллективе «Восток»;
- 1992 г. Работа в театре «Moujdat gezen» в Стамбуле;
- 1993—1994 гг. Работа в итальянском цирке «Moira Orfey»;
- 1995—1996 гг. Работа в испанском коллективе «Primitivo» на Канарских островах;
- 1997 г. Работа в Итальянском цирке «Embel Riva»;
- 1998 г. Работа в Лос-Анджелесе. Журналы «Black Belt», «Kung-Fu», ТV «Fox-11», TV-Guinness World Records Primetimeame;
- 1999—2000 гг. Работа в итальянском театре «Raffaello Sanzio»;
- 2001—2002 гг. Работа в мексиканском цирке «Fuentes Gaska»;
- 2003 г. Работа в «Cirque du Soleil» в Монреале, Канада;
- 2004 г. Работа в Лас-Вегасе, в знаменитом театре «Zumanity» компании «Cirque du Soleil»;
- 2005—2009 гг. Работа в кино — «Мосфильм», «Ленфильм», «Беларусьфильм» и «FILM.UA»;

В сезоне 2011 года — участник телевизионного проекта «Танцы со звёздами» федерального телеканала «Россия-1» (российская версия «Strictly Come Dancing»).

## Достижения
- 1991 г. Лауреат Всероссийского эстрадно-циркового фестиваля «Ялта-1991»;
- 1993 г. Победитель Международного фестиваля искусств «Gran Premio-1993» Милан. Италия;
- 1995 г. Победитель европейского конгресса Йогов «Сан Марино-1995»;
- 1998 г. Лауреат Международного телефорума «Сочи — Лазурная-1998»;
- 1998 г. Занесён во Всемирную книгу рекордов Гиннеса «Лос Анджелес-1998»;
- 2002 г. Рекордсмен Российской книги Гиннеса «Диво 2002»;
- 2003 г. Рекордсмен «Книги рекордов Стран СНГ и Балтии», 2003;
- 2004 г. Рекордсмен Ассоциации Российских рекордов «Левша 2004»;
- 2008 г. Книга рекордов России.

## Награды
- 1997 — Диплом за установление рекорда на «Всемирных Играх Книги Рекордов Гиннеса», посвящённых 850-летию Москвы;
- 1998 — Диплом «Победитель международного Телепроекта «Звёзды 21 века» в номинации „Искусство владения телом”»;
- 2001 — Диплом «За уникальные достижения, утверждающие неограниченные возможности человека»;
- 2004 — Диплом «За активное участие и поддержку международных турниров России»;
- 2006 — Грамота Правительства Москвы «За внесённый вклад в развитие спорта среди молодёжи Москвы».

## Фильмография
- 1992 «Рай под тенью сабель» — князь Нуцал-Хан
- 2003 «Escape» (Канада) — тюремщик
- 2004 «Дорогая Маша Березина» — агент Антона
- 2005 «Капитанские дети» — губернатор
- 2006 «Цвет неба» (реж. Наталья Беляускене) — Томпсон, гангстер
- 2006 «Кулагин и партнёры» — Николай Абаев
- 2006 «Русское средство» — индеец
- 2007 «Кулагин 2» — Роберто Фалья, итальянец
- 2006 «Майор Ветров» — Хаким
- 2006 «Медвежья охота» — Сальвадор Дали
- 2006 «Кровавая Мэри» — Дубль Гаркалина
- 2007 «Кулагин 3» — иностранец Майкл Ферреро
- 2006 «Дело чести» — Алихан
- 2006 «Точка разлома» — Азиз
- 2007 «Моя Пречистенка» — Джамшет
- 2007 «Платон» — Абдул
- 2008 «Брачный контракт» — Георгий
- 2008 «Управа» — Джамиль
- 2008 «Красное на белом» — Глеб
- 2009 «Байкер» — Гриф
- 2009 «Адвокатессы» — Рауль
- 2009 «Паршивые овцы» — Муса
- 2009 «Наши соседи» — Мамед
- 2009 «Ералаш» — ушуист
- 2010 «Последние римляне» — Руслан
- 2010 «Пётр Первый. Завещание» (реж. Владимир Бортко) —  Дауд
- 2010 «Объект 11» — Мир Хосейн Салафи
- 2010 «Москва. Три вокзала» — Мирон
- 2011 «Адвокат» — Аристотель Динас
- 2012 «Шериф» (реж. Каринэ Фолиянц) — Михаил Линдер
- 2012 «Топтуны (телесериал)» — Равшан Бангиев
- 2012 «Карпов» — Ришат, наркобарон
- 2013 «Тайна перевала Дятлова» — монстр
- 2014 «Бессонница» —  Истомин
- 2014 «Последний из Магикян» — Гамлет

## Книга
Издательством «Феникс» в 2013 году издана книга Мухтара Гусенгаджиева «Вверх по наклонной». 538 страниц. Тираж — 10000 экз. Это книга о мотивации, о правильном планировании времени и о жизни как она есть.

## Проблемы с законом
В 1986 году в Иваново Мухтар был приговорён к трём годам лишения свободы, которые отбыл полностью. Со слов артиста, причиной тому послужила драка на улице.
В сентябре 2015 года в отношении Мухтара Гусенгаджиева было возбуждено уголовное дело. По версии органов следствия, 16.09.2015 актёр совершил насильственные действия сексуального характера в отношении 9-летней девочки — дочери его подруги. Суд избрал Мухтару меру пресечения в виде содержания под стражей на период расследования дела. По версии окружения актёра — его оклеветали. В интервью изданию «Lenta.ru», опубликованном 27 июня 2016 года, зам.начальника 8-го отдела ГУУР МВД России Александр Пономаренко упомянул, что в деле Гусенгаджиева есть и другие потерпевшие, действия сексуального характера с которыми он снимал на видео. Расследование дела было окончено в конце 2016 года.
В феврале 2017 года Таганский районный суд Москвы приступил к рассмотрению уголовного дела в отношении артиста. Мухтар обвиняется в совершении семи преступлений: 6 эпизодов п. «б» ч. 4 ст. 132 УК РФ (насильственные действия сексуального характера), и 1 эпизод ч. 2 ст. 242.2 УК РФ (Использование несовершеннолетнего в целях изготовления порнографических материалов или предметов). Судебное разбирательство завершилось вынесением обвинительного приговора: Гусенгаджиев был признан виновным по всем 6 эпизодам педофилии и в изготовлении порнографии. 2 апреля 2018 года он осуждён к 22 годам лишения свободы.